# Sapnaperan
Sapnaperan är en ort i Azerbajdzjan.   Den ligger i distriktet Lənkəran Rayonu, i den sydöstra delen av landet, 210 km söder om huvudstaden Baku. Sapnaperan ligger 4 meter över havet och antalet invånare är 1 481.
Terrängen runt Sapnaperan är platt åt nordost, men åt sydväst är den kuperad. Terrängen runt Sapnaperan sluttar österut. Runt Sapnaperan är det ganska tätbefolkat, med 120 invånare per kvadratkilometer.. Närmaste större samhälle är Lankaran, 7,6 km nordost om Sapnaperan.
Trakten runt Sapnaperan består till största delen av jordbruksmark.